# 야마나시현 제2구
야마나시현 제2구(일본어: 山梨県第2区)는 일본의 중의원 선거구이다. 1994년 공직선거법이 개정되면서 신설되었다.

## 지역
- 후지요시다시
- 쓰루시
- 야마나시시
- 오쓰키시
- 후에후키시
- 우에노하라시
- 고슈시
- 미나미쓰루군
- 기타쓰루군

## 역대 국회의원
- 호리우치 미쓰오 (소속 정당: 자유민주당(1996년 ~ 2005년) → 무소속(2005년 ~ 2009년), 임기: 1996년 ~ 2009년)
- 사카구치 다케히로 (소속 정당: 민주당, 임기: 2009년 ~ 2012년)
- 나가사키 고타로 (소속 정당: 무소속, 임기: 2012년 ~ 2017년)
- 호리우치 노리코 (소속 정당: 무소속, 2017년 ~ 현재)